# Bassania schematica
Bassania schematica är en fjärilsart som beskrevs av Dyar 1910. Bassania schematica ingår i släktet Bassania och familjen mätare. Inga underarter finns listade i Catalogue of Life.